# P/2013 YG46 (Spacewatch)
P/2013 YG46 (Spacewatch) — одна з короткоперіодичних комет сім'ї Юпітера.